# 마쓰모토 지이치로

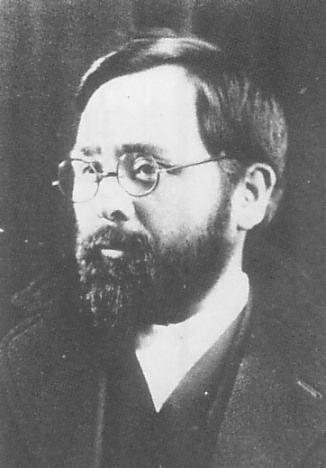
마쓰모토 지이치로

마쓰모토 지이치로(일본어: 松本治一郎, 1887년 6월 18일 ~ 1966년 11월 22일)는 일본의 후쿠오카현 출신 정치인이자 기업인이다. 부라쿠민 해방 운동을 초창기부터 지도했으며, 부라쿠 해방 동맹에서 "부라쿠 해방의 아버지"라고 불린다. 1947년 ~ 1949년 일본 참의원 초대 부의장을 지낸 바 있다.
양자로 입양한 조카 마쓰모토 에이이치(松本英一, 1921 ~ 1994년)는 일본 사회당 소속 참의원 의원을 지냈으며, 손자 마쓰모토 류는 간 내각 제2차 개조내각에서 중의원 의원, 환경부 장관, 내각부 특명담당대신 (방재 담당)으로 활동하고 있다.